# Berlanga de Duero
Berlanga de Duero es un municipio y villa española de la provincia de Soria, en la comunidad autónoma de Castilla y León, cabeza de la comarca del mismo nombre. Cuenta con una población de 831 habitantes (INE 2024).
Berlanga de Duero está situada en la hoz del río Escalote bajo el cerro donde se alza el castillo del mismo nombre, en su territorio municipal hay restos arqueológicos que dan testimonio de la ocupación humana del mismo ya en el Calcolítico, celtíbera y romana aunque su importancia fue relevante en la Edad Media al formar parte del sistema defensivo del Califato en la frontera de la Marca media. La conquistó el rey castellano Fernando I de Castilla en 1059 y repoblada por Alfonso IV de Castilla y Alfonso I de Aragón tomando importancia al convertirse en cabeza de una comunidad de villa y tierra y a vincularse con la familia de los Tovar de los que fue señorío. En el siglo XVI los Marqueses de Berlanga, de quien dependía la villa, auspiciaron una profunda reforma urbanística y la del castillo. En lo civil, construyeron la colegiata, el palacio de los marqueses con sus jardines renacentistas, el hospital de san Antonio, el convento de las corazonista y la ermita de Paredes Albas. En 1660 se incendia y abandona el castillo y en el siglo XIX, en el contexto de la Guerra de la Independencia, las tropas napoleónicas saquean la colegiata e incendian varias casas señoriales.

## Geografía
Situada en el sur de la provincia de Soria, a 934 m sobre el nivel del mar, tiene un clima mediterráneo continental, y debido a su altitud tiene unos inviernos largos con bajas temperaturas. En el municipio se cultiva la vid y productos de huerta. Por su término discurren el río Duero y sus afluentes Escalote y Talegones.

### Barrios
Históricamente siempre tuvo un arrabal llamado Hortezuela, a unos tres kilómetros al norte, que se creó alrededor del convento de monjes sanjuanistas, o de la Orden de Malta, cuyo cenobio matriz estuvo en Almazán. La iglesia actual de Hortezuela es el único resto que queda del complejo conventual. Con la llegada del ferrocarril se creó otro arrabal, muy cerca de Hortezuela, entre los términos de Berlanga y Aguilera, llamado La Estación. En algunos mapas antiguos el núcleo actual de La Estación aparece con el nombre de "Casas del Batán". El Batán es una finca privada que perteneció a una rama de los Tovar, y seguramente alrededor de la hacienda se construyeron algunas casas para los sirvientes. La cercanía a este enclave de un puente medieval ruinoso que se conoce como "El Pontón" hace pensar que en esta zona hubo asentamientos humanos mucho antes de la construcción del ferrocarril y de la finca señorial. Quizás se trate del despoblado de Talegones, que Gonzalo Martínez no localizó en su estudio sobre las comunidades de Villa y Tierra.

### Pueblos agregados
A raíz de la despoblación general de la Castilla pobre en los años 1950, se fueron agregando pueblos al Ayuntamiento. Del alfoz de Berlanga se agregaron los pueblos de Morales, Brías, Paones, Alaló, Abanco, Ciruela, Lumías y el despoblado de Cabreriza. Además, del Alfoz de Fuentepinilla, se agregó al Ayuntamiento la antigua villa de Andaluz.

### Municipios limítrofes
|                                                                     | Norte: Bayubas de Abajo, Tajueco, Valderrodilla y Fuentepinilla |                                                  |
| Oeste: Quintanas de Gormaz, Recuerda, Retortillo de Soria y Morales |                                                                 | Este: Centenera de Andaluz, Velamazán y Caltojar |
|                                                                     | Sur: Bañuelos (Guadalajara), La Riba de Escalote y Rello        |                                                  |

### Clima
| Parámetros climáticos promedio de Berlanga de Duero en el periodo 1961-2003 | Parámetros climáticos promedio de Berlanga de Duero en el periodo 1961-2003 | Parámetros climáticos promedio de Berlanga de Duero en el periodo 1961-2003 | Parámetros climáticos promedio de Berlanga de Duero en el periodo 1961-2003 | Parámetros climáticos promedio de Berlanga de Duero en el periodo 1961-2003 | Parámetros climáticos promedio de Berlanga de Duero en el periodo 1961-2003 | Parámetros climáticos promedio de Berlanga de Duero en el periodo 1961-2003 | Parámetros climáticos promedio de Berlanga de Duero en el periodo 1961-2003 | Parámetros climáticos promedio de Berlanga de Duero en el periodo 1961-2003 | Parámetros climáticos promedio de Berlanga de Duero en el periodo 1961-2003 | Parámetros climáticos promedio de Berlanga de Duero en el periodo 1961-2003 | Parámetros climáticos promedio de Berlanga de Duero en el periodo 1961-2003 | Parámetros climáticos promedio de Berlanga de Duero en el periodo 1961-2003 | Parámetros climáticos promedio de Berlanga de Duero en el periodo 1961-2003 |
| Mes | Ene.                                                                        | Feb.                                                                        | Mar.                                                                        | Abr.                                                                        | May.                                                                        | Jun.                                                                        | Jul.                                                                        | Ago.                                                                        | Sep.                                                                        | Oct.                                                                        | Nov.                                                                        | Dic.                                                                        | Anual                                                                       |
| --- | --------------------------------------------------------------------------- | --------------------------------------------------------------------------- | --------------------------------------------------------------------------- | --------------------------------------------------------------------------- | --------------------------------------------------------------------------- | --------------------------------------------------------------------------- | --------------------------------------------------------------------------- | --------------------------------------------------------------------------- | --------------------------------------------------------------------------- | --------------------------------------------------------------------------- | --------------------------------------------------------------------------- | --------------------------------------------------------------------------- | --------------------------------------------------------------------------- |
| Temp. máx. media (°C) | 6.3                                                                         | 8.2                                                                         | 11.9                                                                        | 14.7                                                                        | 18.6                                                                        | 24                                                                          | 28.1                                                                        | 27.6                                                                        | 23.5                                                                        | 16.3                                                                        | 10.8                                                                        | 7.3                                                                         | 16.4                                                                        |
| Temp. media (°C) | 2.2                                                                         | 3.4                                                                         | 6.3                                                                         | 8.8                                                                         | 12.3                                                                        | 16.8                                                                        | 20.2                                                                        | 19.9                                                                        | 16.5                                                                        | 10.7                                                                        | 6                                                                           | 3.3                                                                         | 10.5                                                                        |
| Temp. mín. media (°C) | -1.9                                                                        | -1.4                                                                        | 0.7                                                                         | 2.8                                                                         | 5.9                                                                         | 9.6                                                                         | 12.2                                                                        | 12.1                                                                        | 9.5                                                                         | 5                                                                           | 1.2                                                                         | -0.7                                                                        | 4.6                                                                         |
| Precipitación total (mm) | 37                                                                          | 38                                                                          | 40                                                                          | 43                                                                          | 58                                                                          | 46                                                                          | 23                                                                          | 22                                                                          | 40                                                                          | 44                                                                          | 46                                                                          | 47                                                                          | 484                                                                         |
| Fuente: Ministerio de Agricultura, Alimentación y Medio Ambiente. Datos de precipitación para el periodo 1961-2003 y de temperatura para el periodo 1961-2003 en Berlanga de Duero (6558). |                                                                             |                                                                             |                                                                             |                                                                             |                                                                             |                                                                             |                                                                             |                                                                             |                                                                             |                                                                             |                                                                             |                                                                             |                                                                             |

## Medio ambiente
En su término e incluidos en la Red Natura 2000 los siguientes lugares:
- Lugar de Interés Comunitario conocido como Altos de Barahona, ocupando 777 hectáreas, el 4 % de su término.[3]
- Lugar de Interés Comunitario conocido como Riberas del Río Duero y afluentes, ocupando 796 hectáreas, el 4 % de su término.[4]
- Zona Especial Protección de Aves conocida como Altos de Barahona ocupando 796 hectáreas, el 4 % de su término.[5]

## Historia

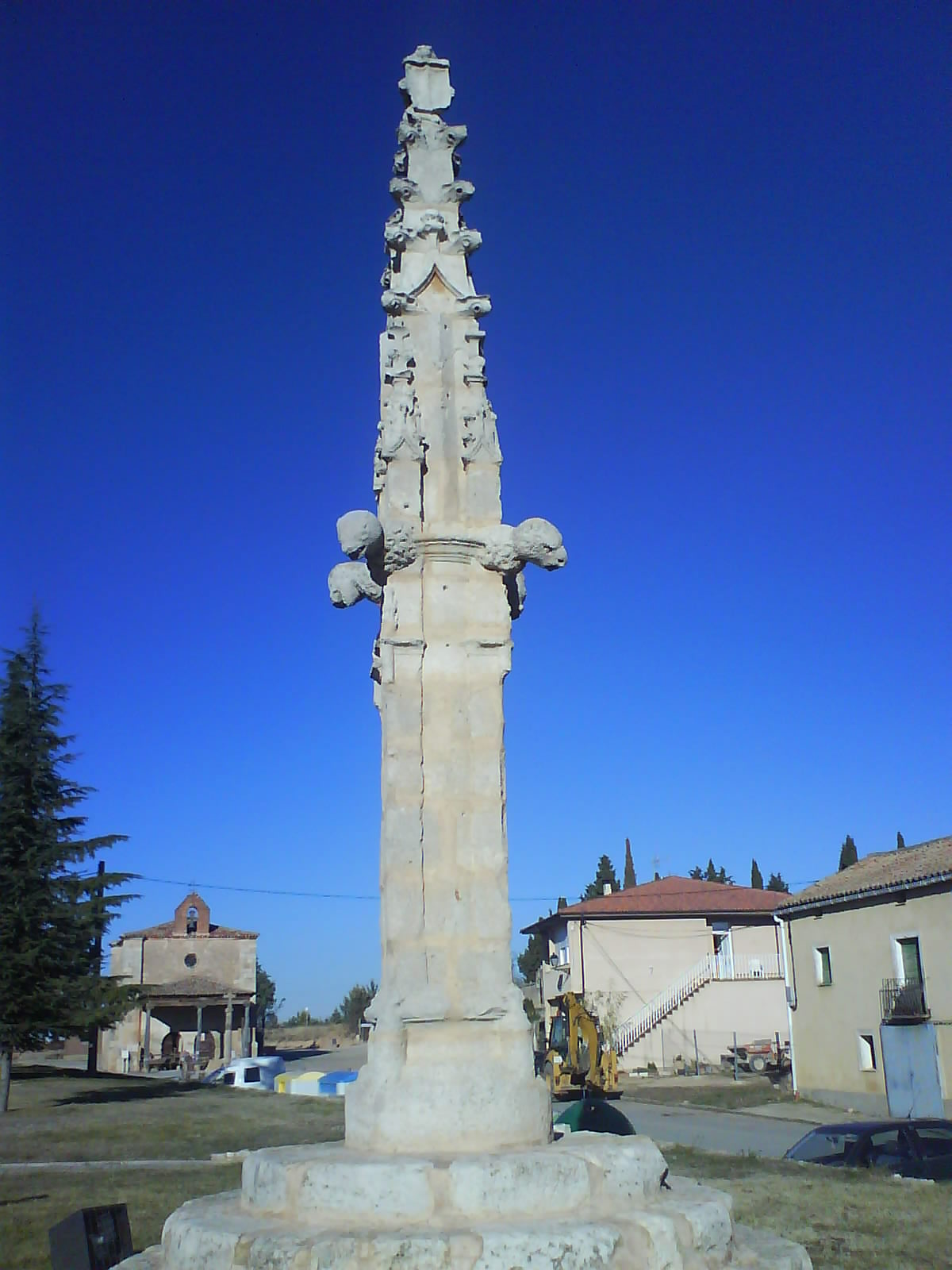
Rollo castellano de Berlanga

Los indicios más antiguos de ocupación humana del territorio que comprende el municipio de Berlanga de Duero se remontan a Calcolítico y Edad del Bronce. Hay restos arqueológicos, esparcidos por todo el término, que permanecen sin estudiar ni catalogar debidamente, que dan testimonio de que ya hubo población celtíbera. En tiempos del alto imperio romano debió existir, quizás con más base legendaria que histórica, un asentamiento romano llamado Valeránica, por el emperador Valeriano, de donde se estima que proviene el nombre, tal y como firmaba el Arzobispo de Toledo Jiménez de Rada en su crónica De Rebus Hispaniae.
Ya el filólogo Álvaro Galmés de Fuentes puso en duda la etimología romana del nombre de Berlanga, afirmando en su obra "Los topónimos, sus blasones y trofeos (la toponimia mítica)" que:

El nombre de Berlanga de Duero creo que es diáfano. Sin duda es una voz compuesta de ber y langa. El primer elemento sería un derivado de la conocida raíz ibero-vasca iber "valle" con pérdida de la i- inicial absoluta (recuérdese Ibarca > Barca y los derivados Bárcena, Barcial, Barcina, etc.). El segundo elemento correspondería a la raíz celta lanka, langa "pliegue de terreno, valle" que ha dado lugar a una larga serie de topónimos: Lanca y Lancia (Asturias), Láncara (Lugo, con sufijo prerrománico átono), Langa (Zaragoza, Ávila, Soria, Cuenca), Langreo (Asturias) etc. En conjunto nuestro topónimo, como tantos otros, representa una tautología, aquí ibero-celta

.
Durante el dominio árabe fue plaza importante dentro de la jurisdicción de Medinaceli, y el primer antecedente del castillo actual fue una alcazaba con su cerca que seguramente seguiría el trazado de la románica o de la Villa Vieja aunque algunos autores han querido ver restos del tapial junto a la ermita de San Juan.

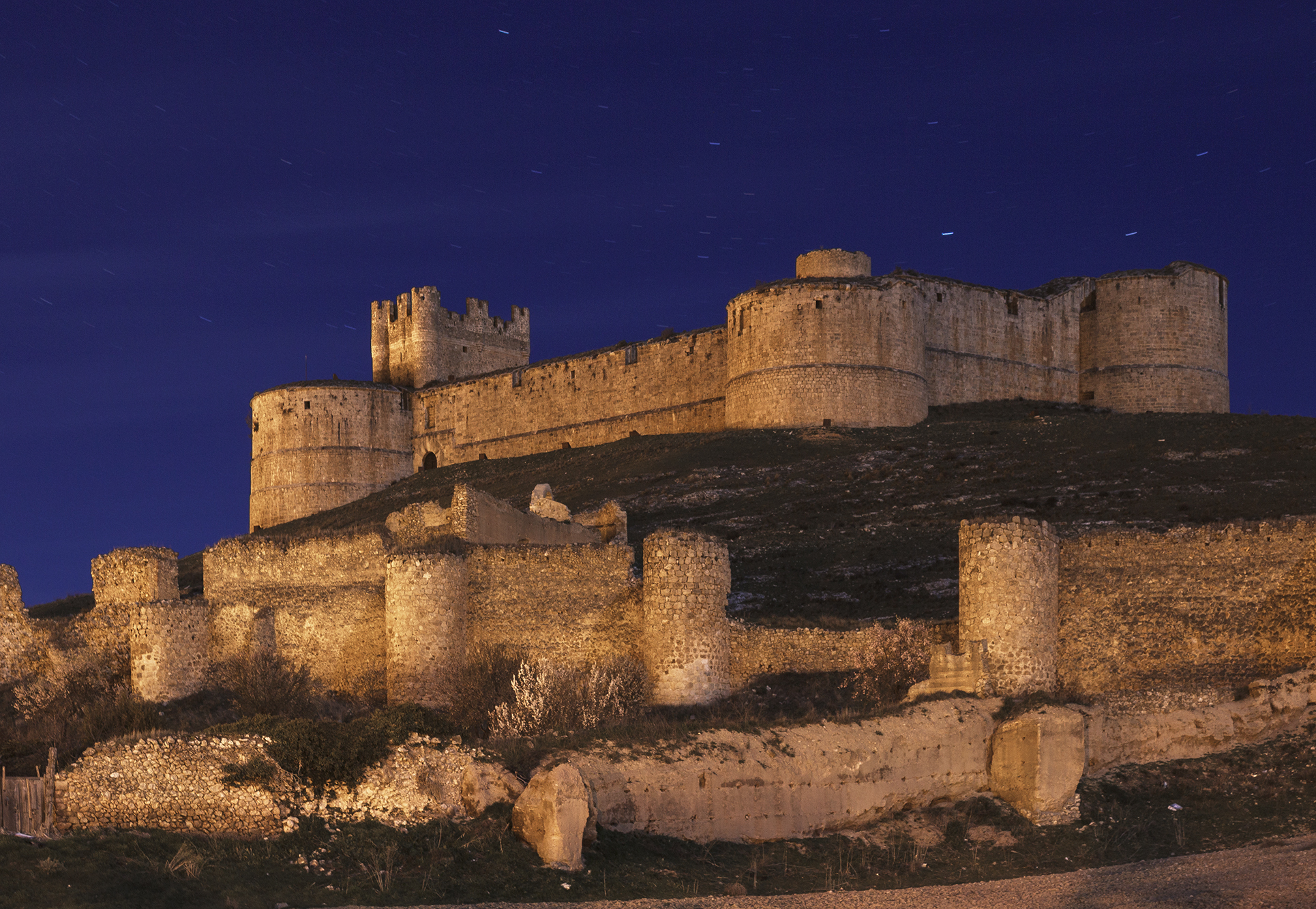
Castillo de Berlanga de Duero

Después de la Reconquista se le asignó un territorio de Comunidad de villa y tierra (Comunidad de Villa y Tierra de Berlanga), que permaneció casi inalterado (sólo se desgajó Rello) hasta la abolición de los señoríos. Primero fue territorio de realengo pero pronto los reyes se lo entregaron a la familia Tovar, que ostentaba el ducado de Frías al que unieron el título de marqueses de Berlanga. Ellos son los responsables de la desaparición de media docena de iglesias románicas que tenía la villa, y que desmontaron para construir esa grandiosa colegiata que el visitante puede admirar, que era todavía más grandiosa en el proyecto original, con claustro y otra torre, que no se pudieron construir por problemas económicos de los mecenas. También los Tovar construyeron el castillo actual y el palacio arruinado por los franceses y que tenía según las crónicas de la época uno de los mejores jardines de Europa.
En la Edad Media eran grandes sus masas forestales de roble y carrasca, que ahora han sido sustituidas por el pino resinero que fue una importante fuente de ingresos para las arcas locales hasta finales del siglo XX. La importancia histórica de la villa se comprende por hallarse en la línea del Duero, divisoria durante toda la Edad Media de los reinos moros y cristianos primero, y de los castellanos y aragoneses más tarde. Formaba, junto con las fortalezas de Gormaz, Osma, San Esteban y Atienza, esa línea que era conquistada una y otra vez, tanto por los musulmanes como por la cruz.
A la caída del Antiguo Régimen la localidad se constituye en municipio constitucional, conocido entonces como Berlanga y Hortezuela, en la región de Castilla la Vieja que en el censo de 1842 contaba con 426 hogares y 804 vecinos.
En 1895 se abrió al tráfico la línea Valladolid-Ariza, que permitió la conexión de la población con el resto de la red ferroviaria española. El municipio contaba con una estación de ferrocarril propia, que disponía de instalaciones para pasajeros y mercancías. La línea fue cerrada al tráfico de pasajeros en 1985 por ser considerada deficitaria.
En el último tercio del siglo XX crece el término del municipio porque incorpora a Abanco, Alaló, Andaluz, Brías, Cabreriza, Lumías, Morales y Paones con Ciruela.
En el antiguo escudo de Berlanga, que tenía morrión y espada en la cimera, aparecía un oso abrazado a una colmena. Este escudo no aparece en ninguna parte y tampoco en la picota. Y no es el oso el que lleva el morrión y la espada, sino el escudo.

## Demografía
Cuenta con una población de 831 habitantes (INE 2024).
| Gráfica de evolución demográfica de Berlanga de Duero entre 1842 y 2021 |
| |
| Población de derecho según los censos de población del INE Población de hecho según los censos de población del INEEn este censo se denominaba Berlanga y Hortezuela: 1842 En estos censos se denominaba Berlanga: 1857 y 1860 Entre el censo de 1970 y el anterior, crece el término del municipio porque incorpora a 42500 (Abanco), 42503 (Alaló), 42513 (Andaluz), 42526 (Brias), 42528 (Cabreriza), 42570 (Lumias), 42578 (Morales) y 42588 (Paones). |

Población por núcleos
| Núcleos           | Habitantes (2000) | Habitantes (2013) | Notas              |
| ----------------- | ----------------- | ----------------- | ------------------ |
| Berlanga de Duero | 994               | 839               |                    |
| Abanco            | 4                 | 1                 |                    |
| Alaló             | 32                | 23                |                    |
| Andaluz           | 34                | 20                |                    |
| Brías             | 23                | 21                |                    |
| Cabreriza         | 0                 | 3                 | Despoblado en 1973 |
| Ciruela           | 45                | 16                |                    |
| Hortezuela        | 23                | 19                |                    |
| Lumías            | 12                | 7                 |                    |
| Morales           | 57                | 42                |                    |
| Paones            | 6                 | 3                 |                    |

## Administración y política
| Periodo   | Nombre                       | Partido       |
| --------- | ---------------------------- | ------------- |
| 1979-1983 | Rafael Barca Gutiérrez       | Independiente |
| 1983-1987 | Carlos Lacárcel López        | CDS           |
| 1987-1991 | Antonio Medina Blanco        | PP            |
| 1991-1995 | Carlos Lacárcel              | PSOE          |
| 1995-1999 | Carlos Lacarcel              | PSOE          |
| 1999-2003 | Carlos Lacarcel              | PSOE          |
| 2003-2007 | Álvaro López Molina          | PP            |
| 2007-2011 | Álvaro López Molina          | PP            |
| 2011-2015 | Jesús Herrero González       | PP            |
| 2015-2019 | María Reyes Oliva Puertas    | PSOE          |
| 2019-2023 | Jesús Fernando Barcones Abad | PSOE          |
| 2023-act. | Enrique Rubio Romero         | PP            |

## Patrimonio
En el conjunto urbanístico del núcleo urbano de Berlanga de Duero destaca la plaza Mayor, buen ejemplo de plaza castellana, de planta cuadrangular y porticada en todos sus lados con pilares de madera sobre basas de piedra. Hay varias calles porticadas con edificios de adobe y entramado de madera, sostenidos por recios postes. Algunas casas conservan los blasones, entre ellas destaca la calle Real con varias casas nobles blasonadas y el barrio de la Aljama, antiguo barrio judío, que mantiene el entramado urbano medieval.

### Colegiata de Santa María del Mercado

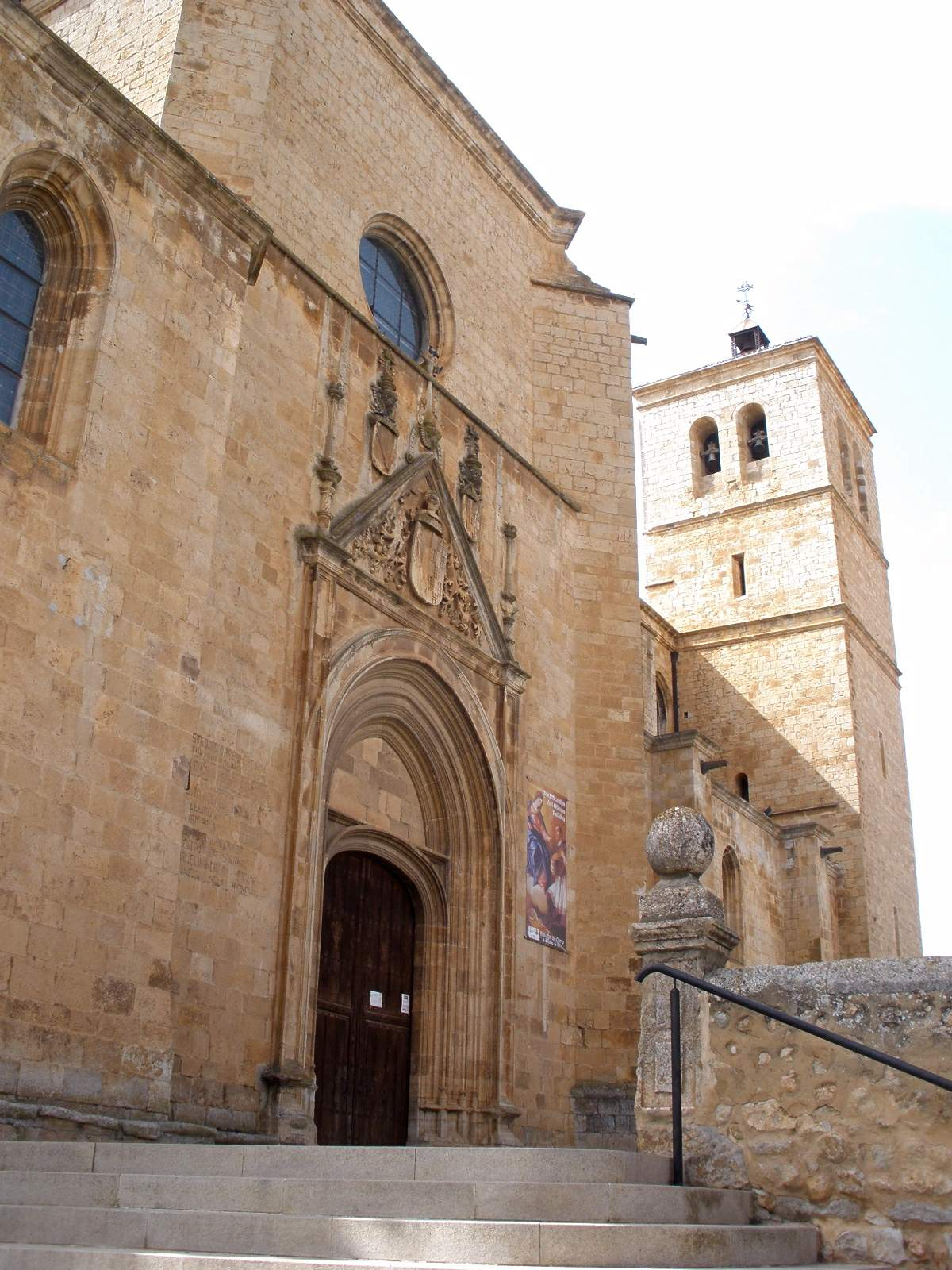
Colegiata, fachada norte

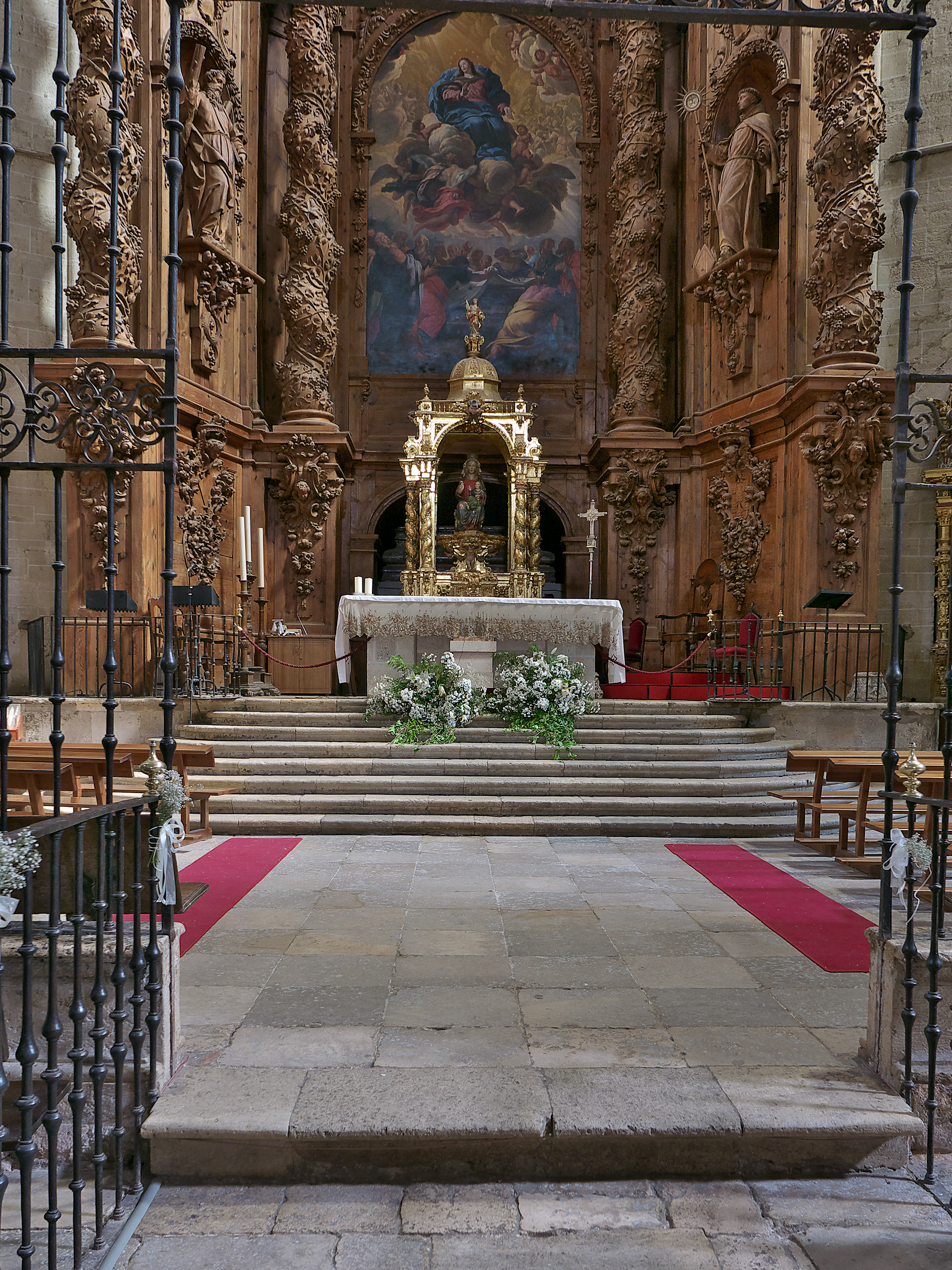
Presidido por baldaquino con santa María del Mercado, el retablo mayor, churrigueresco, se colocó en 1714.

Fue declarada Bien de Interés Cultural en la categoría de Monumento el 3 de junio de 1931.
Comenzó a construirse en 1526 y se consagró al culto en 1530, pero no llegaron a edificarse ni el claustro ni una de las torres proyectadas. La construcción de la colegiata, estuvo precedida por el derribo de las diez iglesias existentes en Berlanga desde la Edad Media, ya que en nuevo templo agruparía el culto repartido entre ellas, así como a los feligreses.
La colegiata fue promovida y financiada por los señores de Berlanga, titulares de su castillo, María de Tovar e Íñigo Fernández de Velasco, con el propósito de proclamar su estirpe, poder,-manifestado en el castillo- y alianza con la Iglesia. Por este motivo, en la puerta norte lucen los escudos nobiliarios de los promotores. El proyecto es obra del arquitecto Juan de Rasines, que para entonces ya había realizado obras en Santo Domingo de la Calzada, Casalarreina y Briviescas.
Es un templo de estilo gótico-renacentista. Su planta es del tipo llamado de lonja, tiene nave central que remata en un ábside poligonal, y dos laterales más estrechas, todas ellas tienen la misma altura; además alberga seis capillas entre los contrafuertes, con menor altura que las naves. Cuatro pares de fuertes y elevadas columnas cilíndricas sostienen las bóvedas, que presentan tracería de cuadrifolio propia del gótico final, estilo que ejercía Juan de Rasines cuando ya triunfaba el renacentista.
El coro que, como es habitual en estos casos, corta la nave central y se abre al presbiterio; pertenece a la segunda mital del siglo XVI y es obra de los maestros Vandoma y Valderrama. Es de madera de nogal, estilo renacentista, tiene 63 asientos para los clérigos de la colegiata, y solamente está decorado el del prior, que muestra las esculturas de san Pedro y san Pablo.
El altar mayor está presidido por la talla de la Virgen del Mercado, escultura tardorrománica de finales del siglo XII. El retablo es de estilo churrigueresco, está datado en 1704 y es de madera de pino que no se llegó a policromar. La pintura central con el tema de la Asunción de María es obra de Antonio Palomino.
Destacan el retablo hispano flamenco de la capilla de santa Ana, de finales del siglo XV. En la capilla de los Bravo de Laguna aparece la cama sepulcral en alabastro (siglo XVI) de los hermanos gemelos de la familia que da nombre a la capilla; se atribuye a Vasco de la Zarza. El retablo que la preside pertenece al gótico tardío, tiene tres calles y dos pisos que contienen pinturas y esculturas.
En la puerta norte, en el interior, se exhibe el "Lagarto de Fray Tomás": un caimán negro, disecado, que trajo de Panamá fray Tomás de Berlanga en 1543 y que ofreció a la colegiata de su pueblo natal. Fue el tercer obispo de Panamá, consejero de Carlos V y descubridor de las islas Galápagos.

### Castillo
Fue construido en el siglo XV, sobre otro anterior, y este sobre otro musulmán. Está formado por gruesos muros, rodeando una esbelta torre del homenaje. Se conservan restos de dos cercas, la primera rodea la falda del castillo y arropaba la villa vieja. De ésta se ven grandes paños muy bien conservados y la puerta del Mercado, junto al Palacio. La segunda cerca rodeaba la villa nueva y de ésta se conserva un largo tramo del tapial que partía desde la muralla vieja, un fuerte conocido como Las Torrecillas y la Puerta de Aguilera. A principios del siglo XX se demolieron otras dos puertas de esta muralla nueva: la de La Hoz y las Portonas.

### Puerta de Aguilera

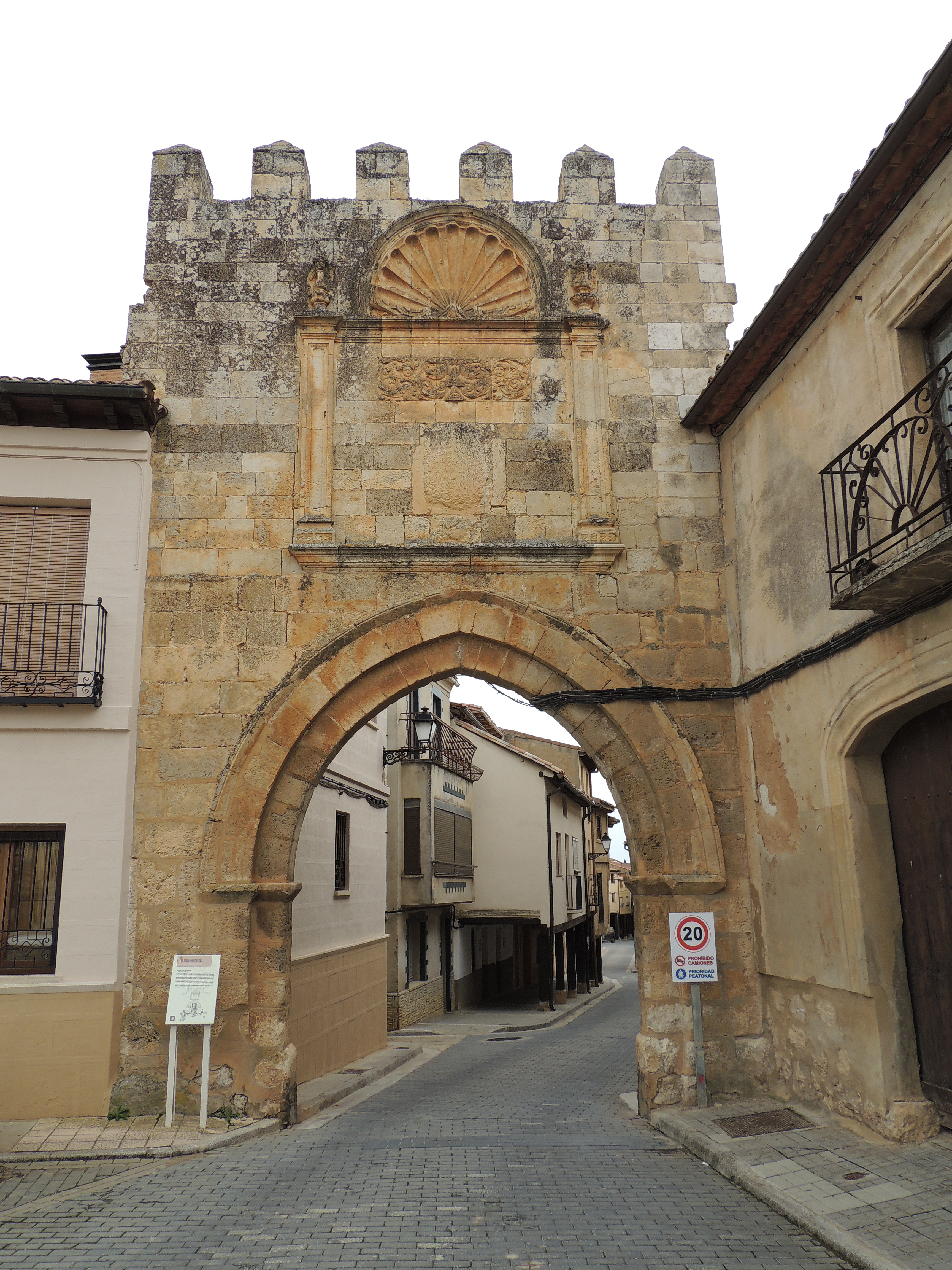
Puerta de Aguilera

Es la puerta principal del segundo recinto amurallado que contaba con cinco. El primer recinto pertenecía al castillo. Se comenzó a construir en el siglo XIV y fue reformada en el XVI.

### Palacio de los marqueses de Berlanga

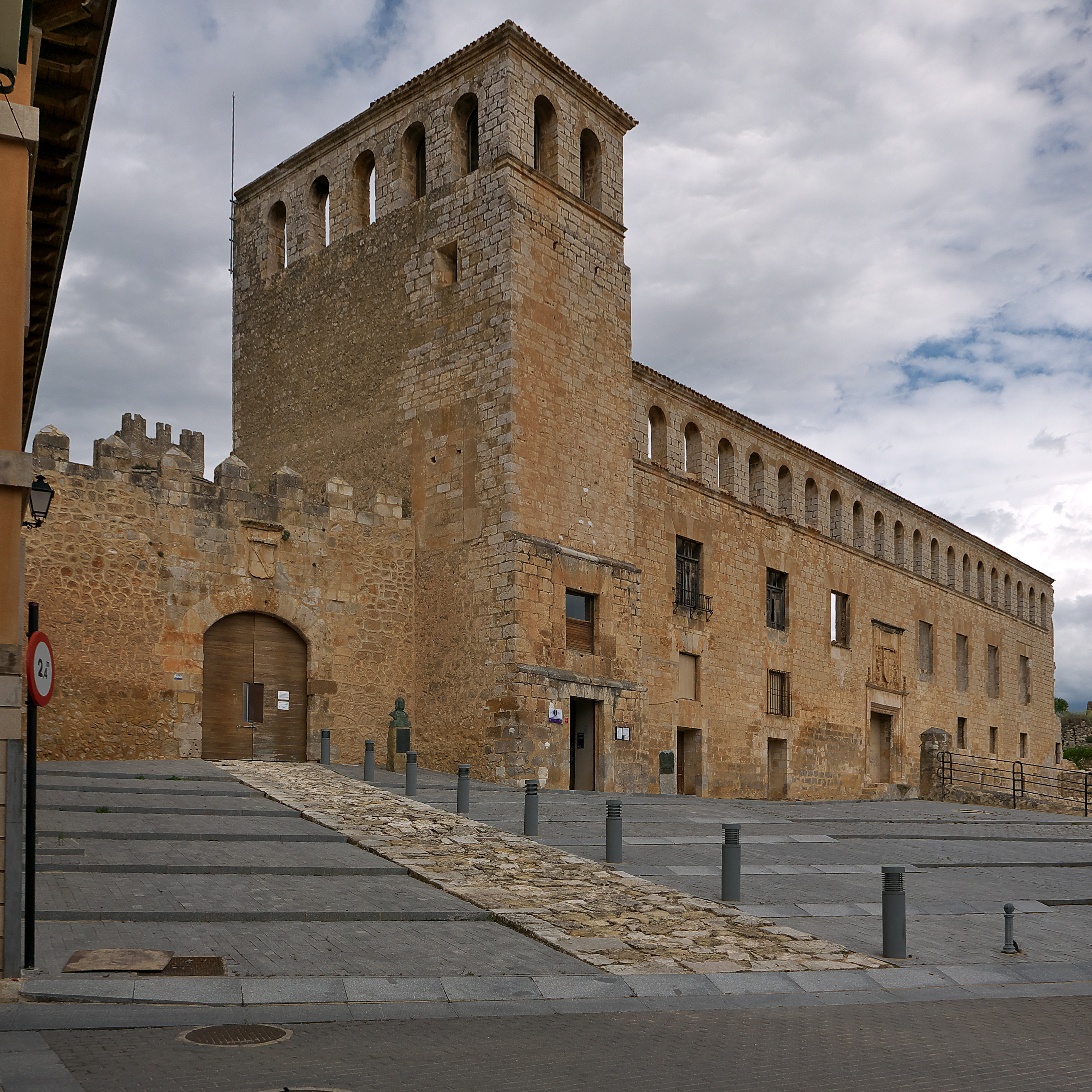
Palacio de los marqueses de Berlanga,

En la falda del castillo aparece la fachada principal del que fue suntuoso palacio de los marqueses de Berlanga. Fue declarado Bien de Interés Cultural en la categoría de Monumento el 4 de diciembre de 1980.
Es de estilo renacentista, presenta una gran fachada con tres pisos que se remata con una galería; estaba flanqueada por dos torres, una de las cuales ha desaparecido. Planteado como palacio, tenía en la parte posterior un amplio jardín desarrollado en cinco terrazas ornamentadas con motivos clásicos. En 1811, en el contexto de la Guerra de la Independencia, fue incendiado por los soldados de Napoleón, que también saquearon casas nobiliarias y la colegiata de la localidad. Del edificio solo se mantiene la formidable fachada y la entrada.

### Picota o rollo
El Rollo gótico que ha sido trasladado desde las eras a un sitio más visible junto a la carretera. Se trata de una columna cuadrangular ornamentada en estilo gótico que se alza sobre una escalinata circular.

### Ermita de Nuestra Señora de la Soledad

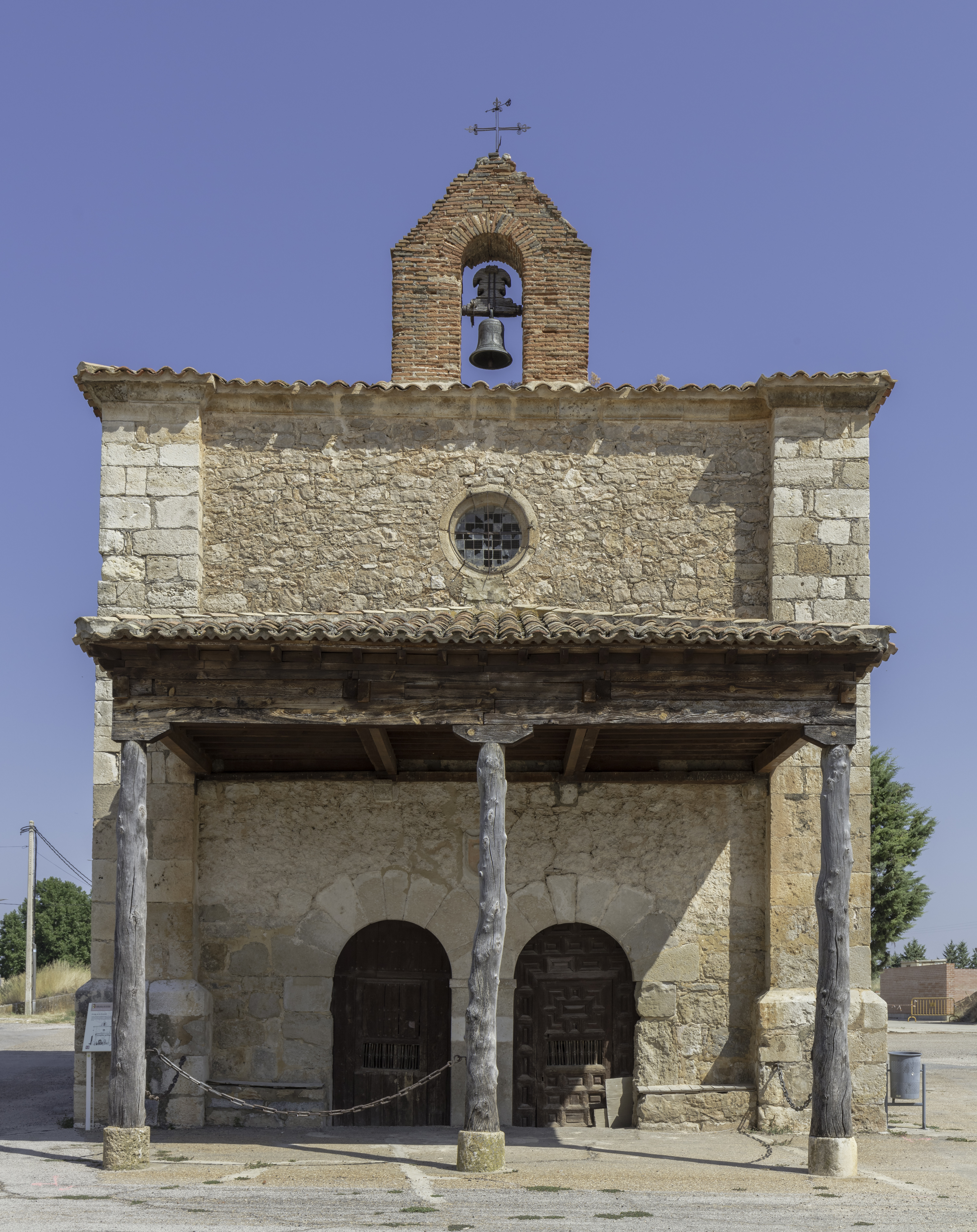
Ermita de la Soledad

Es una típica ermita de humilladero, con la característica planta cuadrangular y situación a la salida del pueblo, delante de la picota, o rollo, que debió tener funciones de cruz de término. Debió construirse en el segundo cuarto del siglo XVI dado que la tipología de las ménsulas encaja bien con estas fechas.

### Convento de Paredes Albas
Tiene incoado expediente como Bien de Interés Cultural en la categoría de Monumento desde el 23 de junio de 1981. Se encuentra abandonado desde comienzos del siglo XX y en estado de ruina progresiva.

### Hospital de San Antonio y ermita de la virgen de las Torres
Fuera del recinto amurallado se alzan los restos antiguo hospital y albergue de peregrinos que se construyó en el siglo XVI. De él quedan en pie la puerta de acceso, la chimenea de las cocinas y la ermita asociada, consagrada ahora a la virgen de las Torres cuya imagen es del siglo XVII.

### Centro de interpretación de San Baudelio
Se ubica en el antiguo matadero y cuenta con piezas pertenecientes a distintas iglesias del pueblo, así como paneles explicativos y audiovisuales de la ermita de San Baudelio.

## Cultura